# Oranžová revoluce

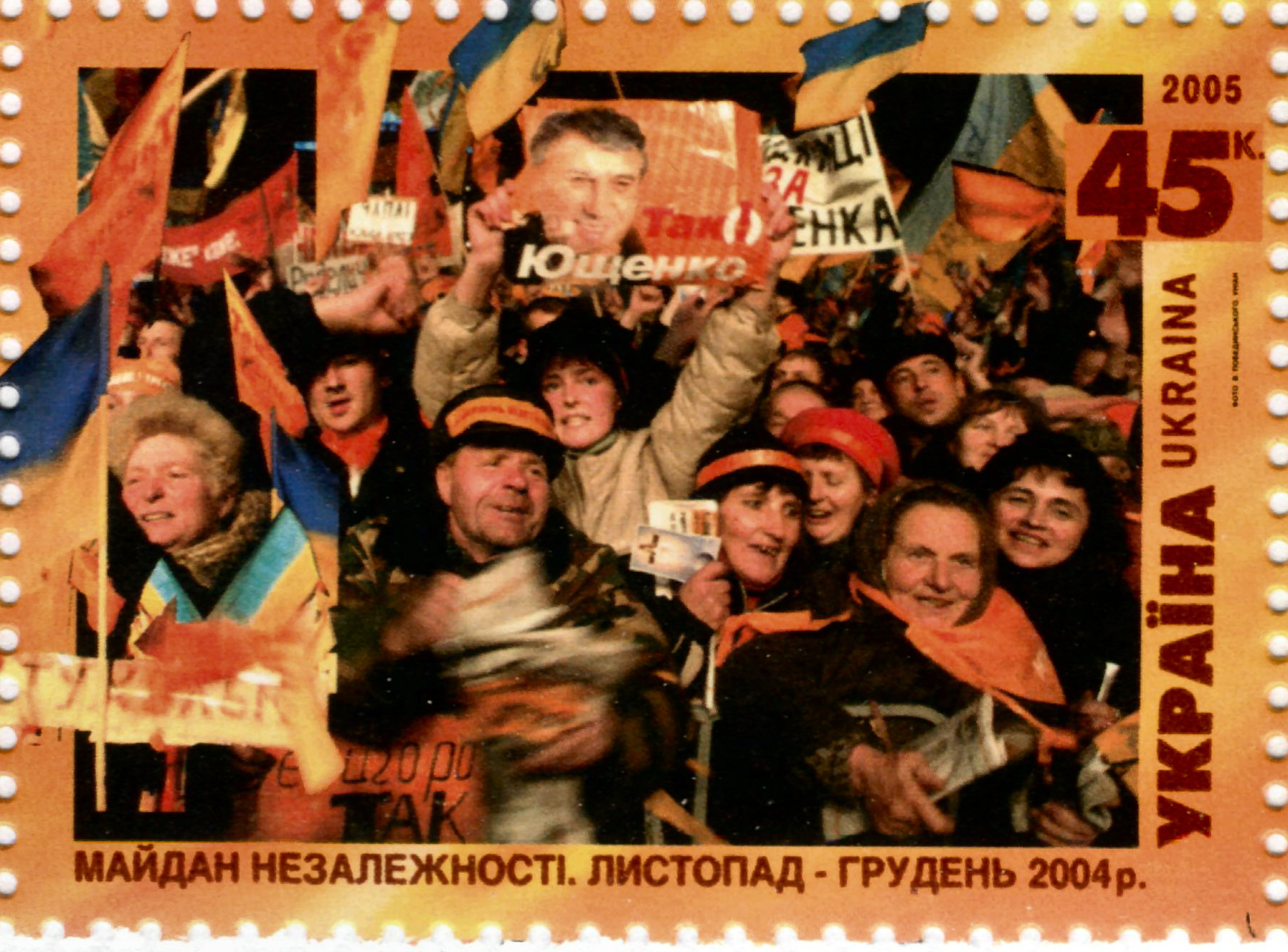
Památeční poštovní známka s tematikou Oranžové revoluce, vydaná v roce 2005

Oranžová revoluce (ukrajinsky Помаранчева революція Pomarančeva revoljucija) je označení politických demonstrací na Ukrajině od listopadu 2004 protestujících proti průběhu prezidentských voleb. V nich zvítězil dosavadní premiér Viktor Janukovyč podporovaný zejména ruskojazyčným obyvatelstvem a ze zahraničí Ruskem. Protestující dosáhli opakování druhého kola voleb, na základě kterého se v lednu 2005 stal prezidentem prozápadně orientovaný protikandidát Viktor Juščenko. Označení „oranžová“ získala podle barvy používané Juščenkovou koalicí Naše Ukrajina a řadí se mezi další barevné revoluce v postsovětských státech.
Oranžová revoluce měla sporné výsledky, i kvůli výraznému politickému rozdělení obyvatel země. V roce 2010 se stal prezidentem Janukovyč, jehož působení vyvolalo roku 2013 novou krizi kvůli otázce zahraničně-politického směřování země. Do ní pak zasáhlo Rusko zahájením války proti Ukrajině.

## Průběh

### Politická situace a pořádání voleb
Politická situace na Ukrajině se polarizovala do dvou táborů, zastánců dosavadní spíše autoritativní vlády postsovětské éry prezidenta Leonida Kučmy, dotčeného aférou vraždy novináře Gongadzeho, a reformních zastánců liberální demokracie a sbližování se Západem. Svým způsobem navazovala na gruzínskou růžovou revoluci v předchozím roce. Společným rysem bylo mj. soupeření ruského a amerického vlivu, předzvěst počátků tzv. druhé studené války.
Kandidát vládní Strany regionů byl tehdejší ukrajinský premiér Viktor Janukovyč, který měl podporu zejména převážně ruskojazyčného jihu a východu, komunistů, oligarchy Achmetova a ruského prezidenta Vladimira Putina. Ve svém volebním štábu měl i ruské poradce. Prosazoval orientaci na Rusko. 
Proti němu stál kandidát opozičního bloku Naše Ukrajina (Наша Україна) Viktor Juščenko, bývalý guvernér národní banky a premiér v letech 1999–2001. Neméně výraznou postavou byla Julija Tymošenková, bývalá vicepremiérka a podnikatelka v energetice. Juščenko byl prozápadní a preferoval větší nezávislost na Rusku. Podporu měl zejména na severu a západě Ukrajiny, kde převažuje ukrajinskojazyčné obyvatelstvo, nebo od oligarchů soupeřících s Achmetovem.
Už v prvním kole voleb konstatovala opozice i mezinárodní pozorovatelé mnoho případů machinací a podvodů, které měly zajistit Janukovyčovi vítězství.[zdroj?] Oznámení výsledků prvního kola navíc Ústřední volební komise stále odkládala a oznámila je teprve v poslední den desetidenní zákonné lhůty pro její vyhlášení. To proto, aby Juščenko zahájil volební kampaň před druhým kolem co nejpozději (kdežto premiér Janukovyč byl na televizních obrazovkách takřka neustále). Podle oficiálních výsledků vyhrál v prvním kole Juščenko se ziskem 39,87 % hlasů, kdežto jeho protivník Viktor Janukovyč dostal 39,32 % hlasů.

### Zpochybněné druhé kolo voleb
Druhé kolo voleb proběhlo 21. listopadu 2004. Na jeho průběh dohlížela 563členná mezinárodní pozorovatelská mise (International Election Observation Mission - IEOM), kterou společně vytvořily Úřad pro demokratické instituce a lidská práva OBSE, Parlamentní shromáždění OBSE, Parlamentní shromáždění Rady Evropy, Evropský parlament a Parlamentní shromáždění NATO.
Během voleb došlo k několika incidentům (u jedné volební místnosti byl zavražděn policista, jinde byla ukradena hlasovací urna) a volební štáby obou kandidátů se obviňovaly z nezákonné volební agitace během voleb.

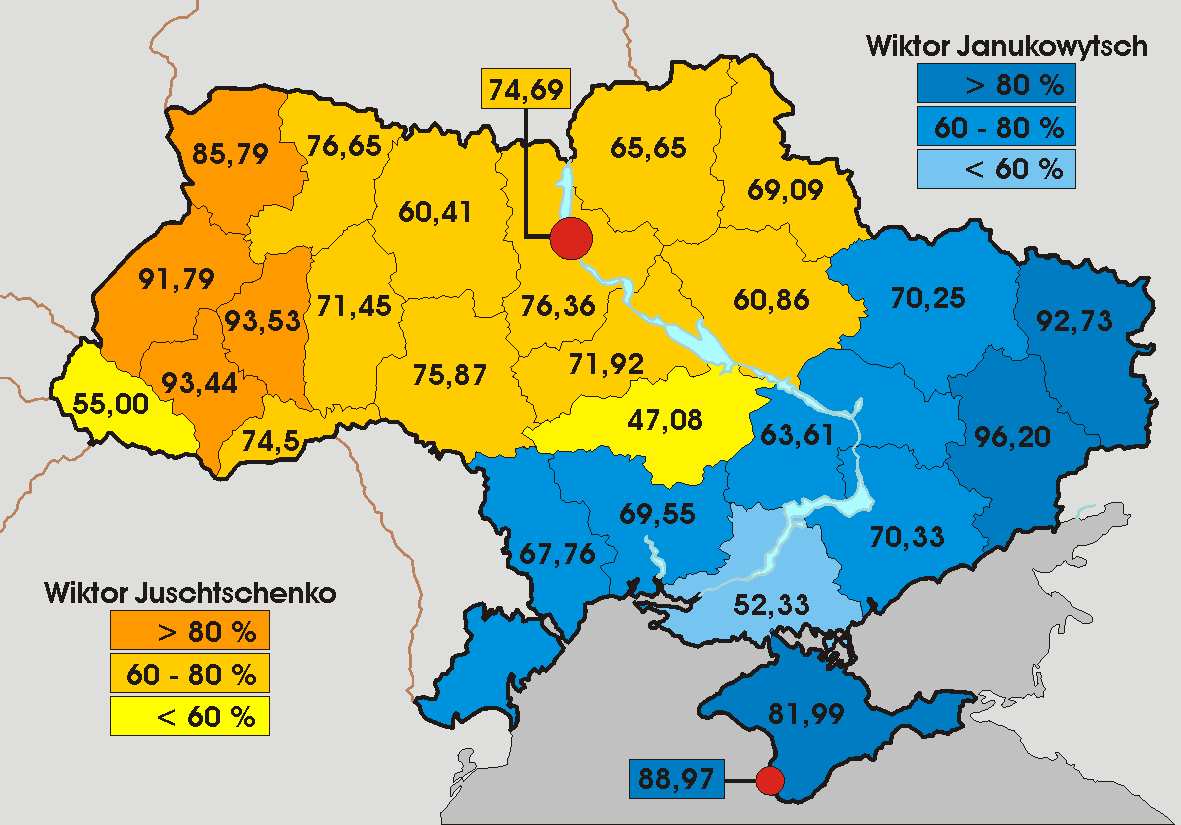
Vítězové voleb podle oficiálních výsledků

Po skončení voleb hovořily výsledky dotazování voličů u východů z volebních místností (exit polls) pro Viktora Juščenka. Podle průzkumu provedeného několika ukrajinskými výzkumnými organizacemi vedl Juščenko nad Janukovyčem v poměru 53 % ku 44 % (odpovědělo 77 % z 30 tisíc dotazovaných voličů). Průzkum Střediska pro sociální monitoring dával Juščenkovi o něco menší náskok - 49,5 % ku 45,9 %. Volební štáb Janukovyče tyto údaje odmítal - podle jejich vlastních průzkumů prý Janukovyč vedl o 3 až 5 %.
Oficiální výsledky oznámila Ústřední volební komise až ve středu 24. listopadu. Vítězem prohlásila Viktora Janukovyče s 49,46 %, kdežto opoziční Viktor Juščenko získal pouze 46,61 %.
Hned po volbách obvinila opozice vládu z volebních podvodů. Její tvrzení podpořila i zpráva mezinárodní pozorovatelské mise. Stoupenci Juščenka začali protestovat ve Lvově a na celé západní Ukrajině i v hlavním městě Kyjevě. Oficiální výsledky voleb neuznaly mj. USA, Kanada ani Evropská unie, naopak ruský prezident Putin gratuloval Janukovyčovi k vítězství ještě před oficiálním vyhlášením volebních výsledků.

### Opakované druhé kolo
Nejvyšší soud ve svém rozsudku z 3. prosince rozhodl, že z důvodu rozsáhlých volebních podvodů nelze zjistit, kdo ve druhém kole opravdu vyhrál a nařídil opakování druhého kola na 26. prosince 2004.
Opakované druhé kolo proběhlo, dle mezinárodních pozorovatelů, podle evropských standardů. Viktor Juščenko v něm získal asi 52 % hlasů. Viktor Janukovyč se odvolal k nejvyššímu soudu, s tím, že se tentokrát chovali nekorektně Juščenkovi přívrženci. Stížnost byla zamítnuta 20. ledna 2005 a 23. ledna se konala inaugurace nového prezidenta Viktora Juščenka. Tím bylo dosaženo hlavního cíle oranžové revoluce.

## Prezidentské volby v roce 2010

Oranžová stužka - symbol solidarity s demokratickým hnutím na Ukrajině

Již předtím, než proběhlo první kolo ukrajinských prezidentských voleb bylo dle průzkumů jasné, že dosavadnímu prezidentu Viktoru Juščenkovi odevzdá hlas pouze mizivé procento voličů. Tisk o něm psal jako o politikovi „zklamaných nadějí“. Oranžová revoluce hlásící směřování vztahů k západu tak již předem neuspěla, jelikož oba hlavní kandidáti voleb, jak Viktor Janukovyč, tak nyní i Julija Tymošenková, se přiklánějí ke vstřícnějším vztahům k Rusku.
Po druhém kole prezidentských voleb zvítězil Janukovyč se ziskem 48,95 % hlasů, druhá skončila Tymošenková se ziskem 45,47 %. Viktor Juščenko vypadl již v prvním kole, kdy získal pouhých 5,45 % odevzdaných hlasů.